# Данильченко Іван Андрійович
Іва́н Андрі́йович Дани́льченко (нар. 1914 — пом. 1981) — радянський військовий льотчик-штурмовик часів Другої світової війни, штурман 237-го штурмового авіаційного полку (305-а штурмова авіаційна дивізія 9-го змішаного авіаційного корпусу 17-ї повітряної армії), капітан. Герой Радянського Союзу (1944).

## Життєпис
Народився 22 вересня 1914 року в селі Рудий Байрак Валківського повіту Харківської губернії Російської імперії (нині — Валківський район Харківської області), в селянській родині. Українець. У 1930 році закінчив 7 класів школи в селі Минківка того ж району. У 1930—1931 роках навчався у Валківському авіаційному технікумі ЦПФ. У 1934 році закінчив Зінов'євський автошляховий технікум. Працював автотехніком у Константинівській МТС Амурської області.
До лав РСЧА призваний у 1936 році. У жовтні 1940 року закінчив Енгельсське військове авіаційне училище. До липня 1941 року проходив військову службу пілотом швидкісного бомбардувального авіаційного полку Київського ВО. Протягом липня — жовтня 1941 року навчався на Липецьких курсах удосконалення ВПС. У жовтні 1941 року призначений командиром ланки нічного бомбардувального авіаційного полку, що почав формування.
На фронтах німецько-радянської війни з січня 1942 року. До травня 1942 року — заступник командира ескадрильї 595-го нічного бомбардувального авіаційного полку на Західному фронті. Брав участь в обороні Москви, у лютому 1942 року отримав осколкове поранення правої ноги. У вересні 1942 року закінчив курси командирів авіаланок при 3-му окремому навчально-тренувальному авіаційному полку.
З вересня 1942 по березень 1945 року — у складі 237-го штурмового авіаційного полку: заступник командира і командир ескадрильї, штурман полку. Воював на Південно-Західному, 3-у Українському, 3-у та 2-у Прибалтійських фронтах. Всього за роки війни здійснив 197 бойових вильотів (з них 77 — на бомбардувальнику По-2 та 120 — на штурмовикові Іл-2) для завдавання бомбових ударів по скупченнях живої сили і бойової техніки супротивника.
Після закінчення війни продовжив військову службу у ВПС СРСР. У 1949 році закінчив Військово-повітряну академію. З 1949 року — старший льотчик-інспектор Управління аналізу льотних пригод і безпеки польотів ВПС, з 1950 року — заступник начальника відділу і старший льотчик-інспектор Управління бойової підготовки ВПС, з 1956 року — заступник начальника відділу і старший інспектор Відділу планування і контролю бойової підготовки ВПС. У лютому 1969 року полковник І. А. Данильченко вийшов у запас.
Мешкав у Москві, де й помер 28 жовтня 1981 року. Похований на Котляковському цвинтарі.

## Нагороди
Указом Президії Верховної Ради СРСР від 1 липня 1944 року за зразкове виконання бойових завдань командування на фронті боротьби з німецько-фашистськими загарбниками й виявлені при цьому мужність і героїзм, капітанові Данильченку Івану Андрійовичу присвоєне звання Героя Радянського Союзу з врученням ордена Леніна і медалі «Золота Зірка» (№ 3936).
Також нагороджений трьома орденами Червоного Прапора (11.08.1943, 24.10.1944, 30.12.1956), орденами Олександра Невського (21.10.1943), Вітчизняної війни 1-го ступеня (29.04.1944), двома орденами Червоної Зірки (11.04.1942, 13.06.1952) і медалями.